# Мойше Постон
Мойше Постон (англ. Moishe Postone; 17 квітня 1942 — 19 березня 2018) — канадський історик і соціальний теоретик, був професором історії в Чиказькому університеті, де входив до Комітету з єврейських досліджень.

## Життя і кар'єра
Народився 17 квітня 1942 року в родині канадського рабина. Здобув ступінь доктора філософії у Франкфуртському університеті в 1983 році.
Наукові інтереси Постона включали сучасну європейську інтелектуальну історію; соціальну теорію, особливо критичні теорії модерності; Німеччину 20 століття; антисемітизм; та сучасні глобальні трансформації. Він був співредактором разом із Крейгом Калхуном та Едвардом Ліпумою збірки «Бурдьє: критичні перспективи» та автором книжки «Час, праця та соціальне домінування: переосмислення критичної теорії Маркса». Він також був співредактором разом з Еріком Сантнером збірки есе «Катастрофа і значення: Голокост і двадцяте століття», яка розглядає значення Голокосту в історії двадцятого століття та його вплив на історичну практику.
Спочатку факультет соціології Чиказького університету відмовив йому в професорській посаді, що викликало велике громадське невдоволення з боку аспірантів, яких він залучав до викладання. Пізніше він отримав посаду на історичному факультеті того ж університету.
Постоун був професором сучасної історії Томаса Е. Доннеллі та співдиректором Чиказького центру сучасної теорії.
Помер 19 березня 2018 року.

## Праці
- Critique du fétiche-capital: Le capitalisme, l'antisemitisme et la gauche. Paris: Presses Universitaires de France, 2013.
- History and Heteronomy: Critical Essays. Tokyo: University of Tokyo Center for Philosophy, 2009.
- Marx Reloaded. Repensar la teoría crítica del capitalismo. Madrid: Editorial Traficantes de Sueños, 2007.
- Deutschland, die Linke und der Holocaust — Politische Interventionen. Freiburg, Germany: Ca Ira Verlag, 2005.
- Catastrophe and Meaning: The Holocaust and the Twentieth Century. [Co-editor with Eric Santner] Chicago: University of Chicago Press, 2003.
- Marx est-il devenu muet: Face à la mondialisation? Paris: les éditions de l'Aube, 2003.
- Time, Labor and Social Domination: A Reinterpretation of Marx's Critical Theory. New York and Cambridge: Cambridge University Press, 1993.
- Bourdieu: Critical Perspectives. co-editor with Craig Calhoun and Edward LiPuma, Chicago and Cambridge: University of Chicago Press and Polity Press, 1993.

Переклади українською
- Інтернаціоналізм та антиімперіалізм сьогодні // Спільне, 25.04.2024